# Descurainia stricta
Descurainia stricta là một loài thực vật có hoa trong họ Cải. Loài này được (Phil.) Reiche mô tả khoa học đầu tiên năm 1895.